# Aleš Špičák
Aleš Špičák (* 31. května 1955) je český seismolog a vulkanolog, který zastával mezi lety 1998 až 2007 pozici ředitele Geofyzikálního ústavu AV ČR v. v. i. Tuto pozici zastává opětovně od 1. května 2017. Významně se též zapojuje do popularizace geovědních oborů, převážně ve spojitosti se zemětřeseními a sopečnou činností. Za tuto činnost získal v roce 2014 cenu Akademie věd za propagaci či popularizaci výzkumu, experimentálního vývoje a inovací.
Spolupodílel se na vzniku hypotézy o vlivu fluid na vznik zemětřesných rojů v oblasti západních Čech.
Aleš Špičák studoval mezi lety 1974 až 1979 Přírodovědeckou fakultu Univerzity Karlovy v Praze, kde se věnoval studii geofyziky. O čtyři roky později na této fakultě získal i doktorský titul. V roce 1986 začal pracovat v Geofyzikálním ústavu AV ČR v. v. i.

## Ostatní aktivity
Aleš Špičák závodí rekreačně v orientačním běhu v oddíle OB Kotlářka.